# Moschops
Moschops is een geslacht van uitgestorven synapsiden uit de onderorde Dinocephalia van de orde Therapsida. Fossiele resten van dit dier zijn in grote aantallen gevonden in de Karoo Beds van Zuid-Afrika en zijn ongeveer 260 miljoen jaar oud (tijdvak Perm-Capitanien). Het geslacht Moschops telt als enige soort Moschops capensis. Moschops is een dinocephalia. Het behoort tot de familie van de Tapinocephalidae, wiens zustertaxon de Titanosuchidae zijn. Beide zijn samengevat als Tapinocephalia en Titanosuchia.

## Kenmerken
Moschops was een stevig gebouwde planteneter en een van de grootste diersoorten van het Laat-Perm. Dit dier was tot vijf meter lang, twee meter hoog en het gewicht van Moschops wordt geschat op zevenhonderd tot duizend kilogram. Waarschijnlijk leefde Moschops in groepen.

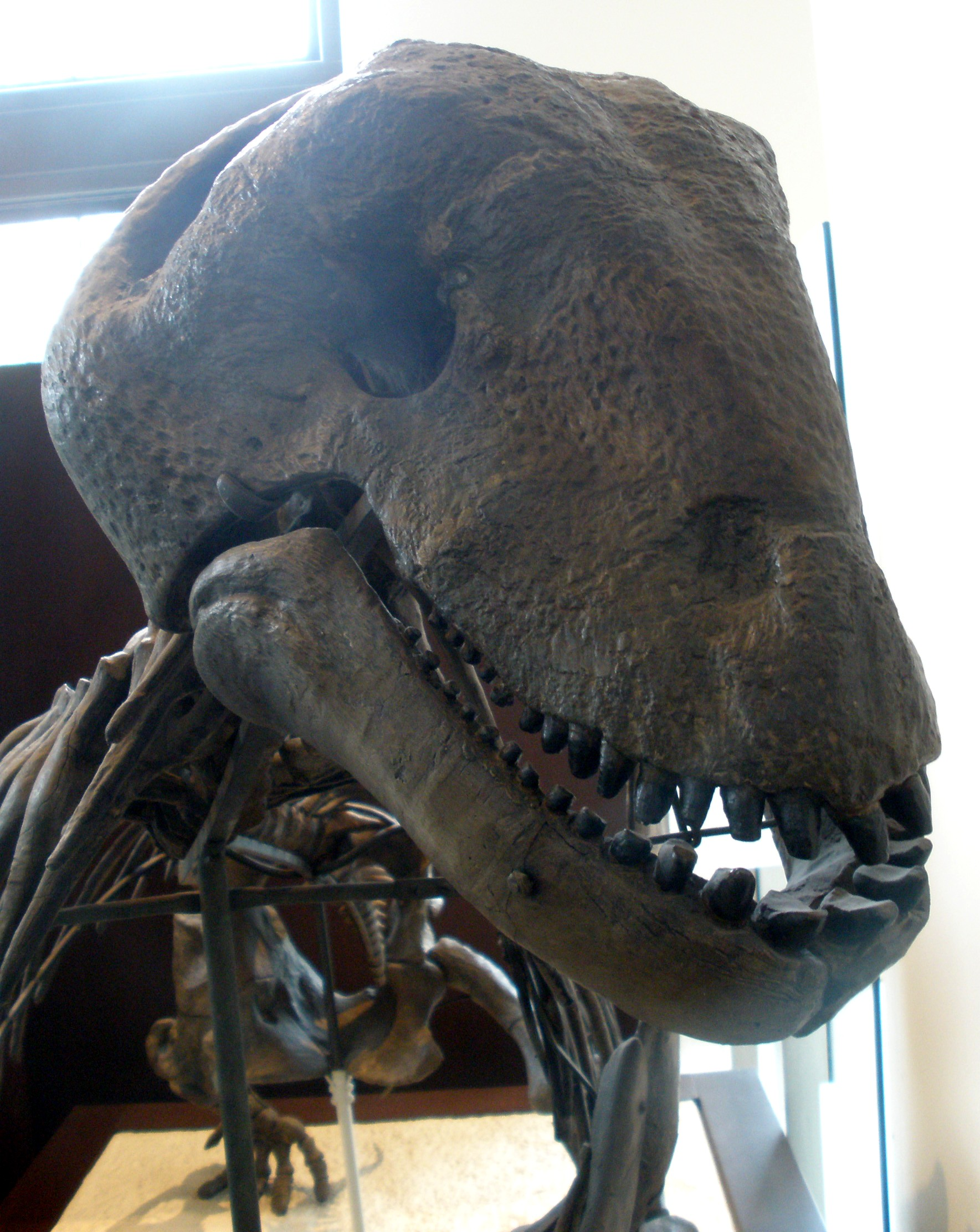
Schedel van de Moschops
American Museum of Natural History

Moschops kenmerkt zich door zijn bijzondere uiterlijk. De schedel is relatief klein, ongeveer vijftig centimeter, in vergelijking met het lichaam. De bovenkant van de schedel heeft een zeer dikke wand van in sommige gevallen tien centimeter dikte. Dit verdikte deel wordt aangeduid met de term 'pachystose' en speelde waarschijnlijk een rol bij gevechten tussen rivalen waarbij met de koppen tegen elkaar werd gestoten. De verdikte schedel diende daarbij om de klap op te vangen en de hersenen te beschermen, hoewel deze van beperkte omvang waren. Naast de kop was ook de lichaamsbouw opmerkelijk. De nek, schouderregio en ribbenkast was stevig gebouwd. De achterpoten waren een stuk korter dan de voorpoten, waardoor Moschops een aflopende rug had. Bovendien stonden de achterpoten min of meer onder het lichaam, terwijl de voorpoten zijwaarts gespreid stonden. In de korte, brede snuit zaten meerdere bladvormige snijtanden, geschikt voor het afbijten van taaie planten. Wellicht vulde Moschops zijn plantendieet van tijd tot tijd aan met aas voor extra eiwitten.

## Ontdekkingsgeschiedenis
Fossielen van Moschops werden voor het eerst gevonden door Robert Broom in de Eccagroep (onderdeel van de Karoosupergroep) in Zuid-Afrika. De stratigrafische toewijzing was onzeker, maar aangezien Pareiasaurus-fossielen in de buurt werden gevonden, lijkt de toewijzing waarschijnlijk. De fossielen omvatten een holotype (AMNH 5550) en zeven typotypen (AMNH 5551-5557). Volgens Broom zijn de schedels van de exemplaren anders verdikt. Dit komt door verschillende geslachten/leeftijdsgroepen. De exemplaren werden in 1910 naar het American Museum of Natural History in New York gestuurd en in 1911 beschreven.